# Trinia
Trinia är ett släkte i familjen flockblommiga växter. Dess arter förekommer i Europa och västra Asien.

## Arter
Släktet har 13 accepterade arter:
- Trinia biebersteinii
- Trinia castroviejoi
- Trinia crithmifolia
- Trinia dalechampii
- Trinia esteparia
- Trinia frigida
- Trinia glauca
- Trinia guicciardii
- Trinia hispida
- Trinia kitaibelii
- Trinia leiogona
- Trinia multicaulis
- Trinia muricata